# Novgorod oblast
Novgorod oblast (ryska Новгородская область Novgorodskaja oblastj) är ett oblast i nordvästra Ryssland med en yta på 53 895 km² och cirka 640 000 invånare. Huvudort är Novgorod. Andra viktiga städer är Borovitji, Staraja Russa, Valdaj och Tjudovo.
Oblastens kod enligt ISO 3166-2 är RU-NGR och bland Rysslands federationssubjekt identifieras den som nummer 53. Samma nummer står också på bilarnas registreringsskyltar.
Oblastens guvernör var 1991–2007 Michail Prusak (född 1960) och är sedan 2007 Sergej Mitin (född 1951). Båda tillhör partiet Enade Ryssland.

## Fysisk geografi

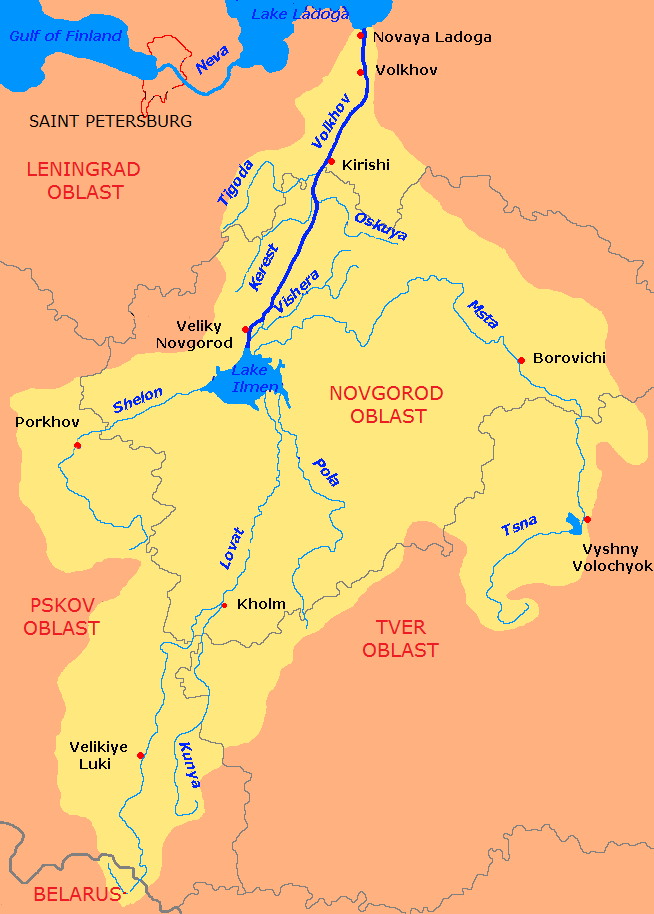
Floden Volchovs avrinningsområde (gult) sammanfaller huvudsakligen med Novgorod oblast.

Novgorod oblast är till ytan något större än Estland, men mindre än Lettland. Den gränsar i norr till Leningrad oblast, i öster till Vologda oblast, i söder till Tver oblast och i väster till Pskov oblast. Västra delen är låglänt, runt sjön Ilmen (stor som halva Vättern, men bara 10 meter djup, ytan 18 meter över havet), medan östra delen omfattar en nordlig utlöpare av Valdajhöjderna. Den högsta punkten är berget Ryzjokha som når 296 meter över havet (inom Valdajs nationalpark). Nästan hela oblasten ingår i avrinningsområdet för floden Volchov, som rinner norrut från sjön Ilmen mot Ladoga.
Oblasten täcks till 60 procent av skog. Den rymmer flera sjöar och stora våtmarker, där torv utvinns. Även bauxit, brunkol, grus och leror utvinns, däribland eldfast lera och kvartssand för glastillverkning. Staraja Russa var på 1800-talet en kurort med lerbad.

## Demografi
Enligt folkräkningarna 2002 och 2010 är så gott som hela befolkningen etniskt rysk, med bara små minoriteter av ukrainare (1,1 %), vitryssar (0,54 %) och romer (0,57 %).
Folkmängden var som störst vid Sovjetunionens upplösning, men har därefter avtagit. Oblasten som helhet har förlorat 15,7 % av sin befolkning, men i Poddorskij är minskningen hela 28,4 %. Det föds väsentligt färre (7203 under år 2010) än som dör (12751). Inflyttningen är obetydlig och kan inte väga upp underskottet i födslar.
| År   | Folkmängd |
| ---- | --------- |
| 1959 | 736 529   |
| 1970 | 721 471   |
| 1979 | 722 125   |
| 1989 | 751 555   |
| 2002 | 694 355   |
| 2010 | 634 135   |

| Stad           | Folkmängd |
| -------------- | --------- |
| Borovitji      | 53 141    |
| Cholm          | 3 704     |
| Malaja Visjera | 11 998    |
| Novgorod       | 219 925   |
| Okulovka       | 11 587    |
| Pestovo        | 15 773    |
| Soltsy         | 14 929    |
| Staraja Russa  | 30 371    |
| Tjudovo        | 15 093    |
| Valdaj         | 15 152    |

## Administrativ indelning

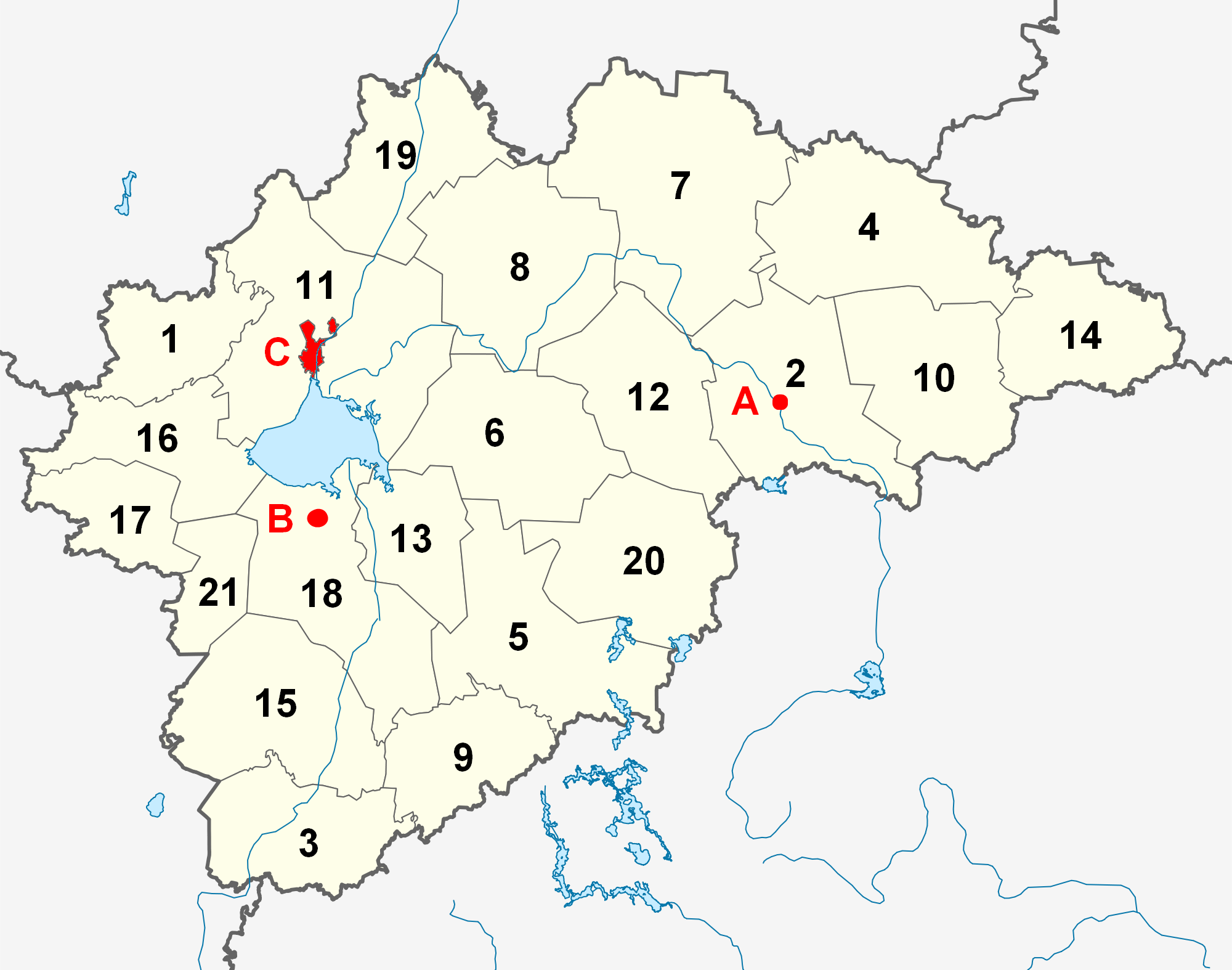
Administrativ indelning av Novgorod oblast. Distrikten 1 - Batetskij, 2 - Borovitjskij, 3 - Cholmskij, 4 - Chvojninskij, 5 - Demjanskij, 6 - Krestetskij, 7 - Ljubytinskij, 8 - Malovisjerskij, 9 - Marjovskij, 10 - Mosjenskoj, 11 - Novgorodskij, 12 - Okulovskij, 13 - Parfinskij, 14 - Pestovskij, 15 - Poddorskij, 16 - Sjimskij, 17 - Soletskij, 18 - Starorusskij, 19 - Tjudovskij, 20 - Valdajskij, 21 - Volotovskij samt städerna A - Borovitji, B - Staraja Russa, C - Novgorod.

Sedan 11 november 2005 (regional lag № 559-ОЗ) indelas Novgorod oblast i två nivåer: distrikt (rajon) och kommuner (poselenie). De senare redovisas ibland som stadskommuner (городское поселение) och landskommuner (сельские поселение). Den 30 mars 2010 (regionala lagar № 699-ОЗ och № 714-ОЗ till № 728-ОЗ) slogs många landskommuner samman, samtidigt som Borovitji och Staraja Russa upphöjdes till städer av regional status, vid sidan av regionhuvudstaden Novgorod. Den 1 april 2014 (regional lag № 533-ОЗ) slogs några landskommuner samman i distriktet Novgorod.
Novgorod oblast indelas i 21 distrikt och 3 därmed jämbördiga städer. Distrikten indelas i 113 kommuner. (Fram till 2010 var kommunernas antal 198, varav 21 stadskommuner och 177 landskommuner.)
| Stad av regional status | Areal (km²) | Folkmängd (2015) |
| ----------------------- | ----------- | ---------------- |
| Borovitji               | 45,41       | 52 212           |
| Novgorod                | 90,08       | 221 954          |
| Staraja Russa           | 18,54       | 29 728           |

Distrikten har namn med centralortens namn i adjektivform. Då distrikten (ännu) saknar artiklar i svenskspråkiga Wikipedia, länkas till deras artiklar i ryska Wikipedia ("ru"). I tabellen nedan har folkmängden tagits från ryskspråkiga Wikipedia, men förmodligen borde folkmängden för städerna Borovitji och Staraja Russa dras bort från respektive distrikt, eftersom de redovisas i tabellen ovan.
| Distrikt                                                | Centralort     | Areal (km²) | Folkmängd (2015) | Täthet (inv./km²) | Kommuner | Kommuner (före 2010) |
| ------------------------------------------------------- | -------------- | ----------- | ---------------- | ----------------- | -------- | -------------------- |
| Batetskij rajon (Батецкий район)                        | Batetskij      | 1591,8      | 5 538            | 3,5               | 3        | 4                    |
| Borovitjskij rajon (Боровичский район)                  | Borovitji      | 3137,9      | 66 668           | 22,1              | 10       | 17                   |
| Cholmskij rajon (Холмский район (Новгородская область)) | Cholm          | 2178,7      | 5 607            | 2,8               | 4        | 6                    |
| Chvojninskij rajon (Хвойнинский район)                  | Chvojnaja      | 3186,1      | 15 037           | 4,7               | 11       | 12                   |
| Demjanskij rajon (Демянский район)                      | Demjansk       | 3198,9      | 11 422           | 3,6               | 8        | 18                   |
| Krestetskij rajon (Крестецкий район)                    | Kresttsy       | 2790,6      | 12 406           | 4,4               | 5        | 8                    |
| Ljubytinskij rajon (Любытинский район)                  | Ljubytino      | 4486,2      | 9 080            | 2,2               | 2        | 2                    |
| Malovisjerskij rajon (Маловишерский район)              | Malaja Visjera | 3281,0      | 16 103           | 4,9               | 4        | 4                    |
| Marjovskij rajon (Марёвский район)                      | Marjovo        | 1818,7      | 4340             | 2,5               | 4        | 6                    |
| Mosjenskoj rajon (Мошенской район)                      | Mosjenskoje    | 2568,3      | 6622             | 2,6               | 5        | 15                   |
| Novgorodskij rajon (Новгородский район)                 | Novgorod       | 4596,6      | 60 491           | 13,2              | 10       | 22                   |
| Okulovskij rajon (Окуловский район)                     | Okulovka       | 2520,8      | 23 097           | 9,2               | 7        | 8                    |
| Parfinskij rajon (Парфинский район)                     | Parfino        | 1591,1      | 13 548           | 8,9               | 3        | 8                    |
| Pestovskij rajon (Пестовский район)                     | Pestovo        | 2110,4      | 21 136           | 10,3              | 8        | 8                    |
| Poddorskij rajon (Поддорский район)                     | Poddorje       | 2954,0      | 4 295            | 1,5               | 3        | 3                    |
| Sjimskij rajon (Шимский район)                          | Sjimsk         | 1836,8      | 11 666           | 6,5               | 4        | 8                    |
| Soletskij rajon (Солецкий район)                        | Soltsy         | 1422,1      | 14 281           | 12,1              | 4        | 8                    |
| Starorusskij rajon (Старорусский район)                 | Staraja Russa  | 3111,4      | 44 722           | 15,1              | 8        | 21                   |
| Tjudovskij rajon (Чудовский район)                      | Tjudovo        | 2331,8      | 21 376           | 9,2               | 4        | 4                    |
| Valdajskij rajon (Валдайский район)                     | Valdaj         | 2701,6      | 24 237           | 9,8               | 9        | 10                   |
| Volotovskij rajon (Волотовский район)                   | Volot          | 995,1       | 5 077            | 5,4               | 3        | 5                    |

## Kommunikationer
Floden Volchov är farbar och förbinder sjön Ilmen och städerna Novgorod och Staraja Russa med Ladoga, Sankt Petersburg och Östersjön.
Den spikraka järnvägen Sankt Petersburg–Moskva-banan (öppnad 1851) passerar genom oblasten med stationerna Tjudovo, Malaja Visjera och Okulovka. Från Tjudovo går en järnväg (öppnad 1871) söderut mot Novgorod. Den går parallellt med och cirka 5 kilometer väster om floden Volchov. En annan järnväg går från Pskov i väster till Staraja Russa söder om Ilmen och vidare till Valdaj och Bologoje i öster.
Landsvägen M10 (E105) mellan Sankt Petersburg och Moskva följer i stort sett järnvägen, men gör en sväng söderut från Tjudovo (längs den södergående järnvägen) för att nå Novgorod och fortsätter sedan öster om Ilmen till Kresttsy och Valdaj innan den återförenas med Moskva-järnvägen ett stycke in i Tver oblast. Trots att M10 är en av Rysslands viktigaste vägar, är den ännu år 2014 en enkel landsväg (mestadels dubbelfilig) med mötande trafik, busshållplatser och enstaka övergångsställen. Bara närmast storstäderna är den en motorväg med separerade trafikflöden och planskilda korsningar.
En ny motorväg M11 (Moscow–Saint Petersburg motorway) är under uppförande, parallellt med M10.
Flygplatsen i Novgorod är nedlagd. Närmaste flygplats är Sankt Petersburg.